# Побег из Московской женской каторжной тюрьмы
Побег 13 каторжанок из Московской женской каторжной тюрьмы 1 июля 1909 г. — событие в истории российского революционного движения, не имеющее аналогов. Других успешных побегов такой большой группы осуждённых на каторгу, политических заключенных, тем более женщин, революционная хроника не знает.

## Новинская женская тюрьма
Московская женская тюрьма находилась вблизи Новинского бульвара, на углу Новинского и Кривовведенского переулков. Переулок отделял тюрьму от территории церкви Казанской Божьей Матери. На углу этих переулков находился единственный наружный пост, охранявший задний фасад тюремных строений. Наблюдению с этого поста была доступна лишь ближайшая к посту местность. Церковный двор был отгорожен от Кривовведенского переулка решётчатой, легко перелезаемой оградой. Внутри двора вдоль всей ограды была посажена густая акация, скрывавшая церковный двор от глаз наблюдателя со стороны переулков. Между акациями имелись просветы с утоптанными у решётки местами, через которые можно было наблюдать за всем Кривовведенским переулком и входящими в него постройками. Церковный двор через ворота в Новинском переулке был доступен для всех — и ни днём, ни ночью не охранялся. Корпус тюрьмы, из которого бежали арестантки, был двухэтажный.

## Совершившие побег
- Гельмс, Вильгельмина Гергардовна (1881—1913)
- Гервасий, Анна Павловна (1865—1933)
- Иванова, Прасковья Филипповна
- Иткинд (Иткина) Фрида Гиршевна
- Карташева, Александра Иннокентьевна (1886—1922)
- Климова, Наталья Сергеевна (1885—1918)
- Корсунская, Ханна Нусимовна (1885-)
- Матье, Елизавета Андреевна (1885—1947)
- Морозова, Анна Ивановна (1885—1925)
- Никифорова, Мария Григорьевна (1885—1919)
- Клапина, Зинаида Васильевна (Фабрикантова Юлия) (1885—1941)
- Шишкарева, Мария Евдокимовна
- Акинфиева, она же — Никитина, Екатерина Дмитриевна (1885—1941)
- Тарасова, Александра Васильевна (1887—1971) — надзирательница тюрьмы

## После побега
- Десять каторжанок добрались до Франции. Трёх — Карташову, Иванову, Шишкареву — поймали в день побега.